# Sweers Island
Sweers Island är en ö i ögruppen South Wellesley Islands i Australien. Den ligger i kommunen Mornington Shire och delstaten Queensland, omkring 1 800 kilometer nordväst om delstatshuvudstaden Brisbane. Arean är 11,7 kvadratkilometer. Den sträcker sig 8,8 kilometer i nord-sydlig riktning, och 4,8 kilometer i öst-västlig riktning.